# Стэнки, Джон
Джон Стэнки (англ. John T. Stankey; 1962, Лос-Анджелес, Калифорния, США) — американский управленец и предприниматель. Президент и операционный директор AT&T, главный исполнительный директор WarnerMedia. Также он входит в совет директоров UPS.

## Биография
В семье Стэнки было трое детей, из которых он был младшим. Отец работал страховым агентом, мать — домохозяйкой. Вырос в Лос-Анджелесе. Первые деньги Джон зарабатывал, натягивая теннисные ракетки, а позднее он устроился в магазин закупщиком спортивного инвентаря. Получил степень бакалавра по финансам в Университете Лейла Мэримакунт и MBA в Калифорнийском университете в Лос-Анджелесе. Люди, знающие Джона Стэнки лично, утверждают, что он является амбициозным человеком, движимым своим эго.
Он начал профессиональную карьеру в отрасли, с которой связал в дальнейшем жизнь, в 1985 году в Pacific Bell. Позднее Джон Стэнки занимал различные посты в телекоммуникационных компаниях. С 2004 года начал работать в AT&T.
В компании он отвечает за три из четырех направлений, которые приносят 95 % консолидированной выручки, равнявшейся 170 млрд долларов в 2018 году — AT&T Communications, WarnerMedia и Xandr. Первое из курируемых направлений является бизнесом в области коммуникаций с более чем 135 миллионами пользователей мобильной, широкополосной связи и платного телевидения в США, а также почти 3 миллионами бизнес-клиентов — от самых маленьких до крупнейших компаний. WarnerMedia — глобальный производитель развлекательного и новостного контента, в который входят такие компании, как: HBO, HBO Now, HBO Max, Warner Bros., TNT, TBS, truTV, CNN, DC Entertainment, New Line, Cartoon Network, Adult Swim, Turner Classic Movies. Третье направление, курируемое Джоном Стэнки — рекламная компания Xandr.

## Личная жизнь
Джон женат на Шари Стэнки, но в публичных источниках мало информации о ней. В 2019 году супруге исполнилось 28 лет. Интересный факт из их совместной биографии — муж, являясь владельцем компании производителя сериала «Игра престолов», получил серии очередного сезона заранее, но пообещал своей жене не начинать их просмотр до общего релиза. Также они вместе смотрели сериалы «Родина» и «Аббатство Даунтон».